# France Parent
Pour les articles homonymes, voir Parent.
France Parent est une actrice québécoise née le 4 octobre 1965 à Sherbrooke (Canada).

## Biographie
Depuis sa formation en option théâtre à Saint-Hyacinthe, France Parent connaît une carrière florissante et très diversifiée.
Elle joue dans plusieurs émissions jeunesses dont, entre autres, Bouledogue Bazar, Dans une galaxie près de chez vous, Ayoye! et Kif Kif. Elle joue aussi dans des séries télévisées marquantes : Ent'Cadieux, Dominic et Martin, KM/H, Un gars, une fille, Minuit, le soir, L'Auberge du chien noir, Nos étés, 3X Rien, Providence et Le Club des Doigts Croisés.
Côté cinéma, elle est de la distribution de Camping Sauvage, Mémoire affective et Les doigts croches. France Parent fait également sa marque au théâtre dans les pièces : Arletino de Goldoni, Anna Bella Eema de Lisa d’Amour et La chance au coureur au Théâtre de Ste-Adèle. En 2009, elle se lance dans un nouveau projet, la web série Chez Jules, où elle interpréte le rôle de Marie-Louise.

## Filmographie
- 1989 : Chambres en ville (série télévisée) : Sophie
- 1995 - 2001 : Bouledogue Bazar (série télévisée) : Max / divers rôles
- 1997 - 2003 : Un gars, une fille (série télévisée) : divers rôles
- 1999 : Dieu reçoit : Nicole
- 2004 : Camping sauvage : téléphoniste du 911
- 2004 : Tout le monde en parle (série télévisée) : (voix hors-champ)
- 2004 : Mémoires affectives : Brigitte, serveuse bar salon
- 2005 : L'Auberge du chien noir (série télévisée) : Sandrine Bélanger
- 2005 - 2006 : 3X Rien (série télévisée) : Sophie Brabant
- 2005 - 2007 : Minuit, le soir (série télévisée) : Sylviane
- 2006 : Kif-Kif (série télévisée) : Véronique Laverdière
- 2007 - 2011 : Providence (série télévisée) : Manon
- 2008 : Le Grand Départ : femme médecin
- 2009 - ... : Chez Jules (série web) : Marie-Louise

## Récompenses et nominations

### Nominations
- 1997 : Gémeaux Meilleure interprétation: Émission ou série jeunesse : Dramatique pour Bouledogue Bazar (Gagné par Micheline Bernard pour Radio Enfer)
- 1999 : Gémeaux Meilleure interprétation: Émission ou série jeunesse : Dramatique pour Bouledogue Bazar (Gagné par Micheline Bernard pour Radio Enfer)
- 2001 : Gémeaux Meilleure interprétation premier rôle : Émission ou série jeunesse pour Bouledogue Bazar (Gagné par Micheline Bernard pour Radio Enfer)
- 2002 : Gémeaux Meilleure interprétation premier rôle : Émission ou série jeunesse pour Bouledogue Bazar (Gagné par Guy Jodoin pour Dans une galaxie près de chez vous)